# Дьюк, Дорис
Дорис Дьюк (англ. Doris Duke; 22 ноября 1912, Нью-Йорк — 28 октября 1993, Беверли-Хиллз) — американский миллиардер, филантроп, коллекционер произведений искусства и светская львица.
Её часто называли «самой богатой девушкой в мире». Богатство Дорис, роскошный образ жизни и любовные истории привлекли внимание прессы как при жизни, так и после её смерти.

## Биография
Родилась 22 ноября 1912 года в Нью-Йорке и была единственным ребёнком американского промышленного магната Джеймса Бьюкенена Дюка и его второй жены, Наналин Холт Инман, вдовы Уильяма Паттерсона Инмана. После его смерти в 1925 году он завещал бо́льшую часть своего состояния своей жене и дочери, другую часть состояния он оставил в виде фонда Duke Endowment, созданного в 1924 году.
Раннее детство Дорис провела в Duke Farms — поместье отца площадью 2700 акров (11 км²) в городке Hillsborough Township, штат Нью-Джерси. В возрасте восемнадцати лет, Дорис, имея рост 183 см, была впервые представлена обществу на балу в Раф-Пойнт — бывшем особняке семейства Вандербильтов в Ньюпорте, Род-Айленд. Получала большое наследство по завещанию своего отца по достижении 21, 25 и 30 лет. После смерти матери в 1962 году, её состояние увеличилось до 250 миллионов долларов.

### Увлечения
Когда Дорис Дьюк достигла совершеннолетия, она использовала свое богатство, чтобы реализовать множество своих интересов, включая большие путешествия по миру и увлечение искусством. Научилась играть на фортепиано в раннем возрасте, изучала пение у Эстель Либлинг и училась вокалу у Беверли Силлс. Во время Второй мировой войны работала в столовой для моряков в Египте, получая жалованье в один доллар в год. Дорис бегло говорила по-французски и в 1945 году начала недолгую карьеру в качестве иностранного корреспондента Международной службы новостей, ведя репортажи из разных городов разоренной войной Европы. Затем переехала в Париж и писала для журнала Harper’s Bazaar.

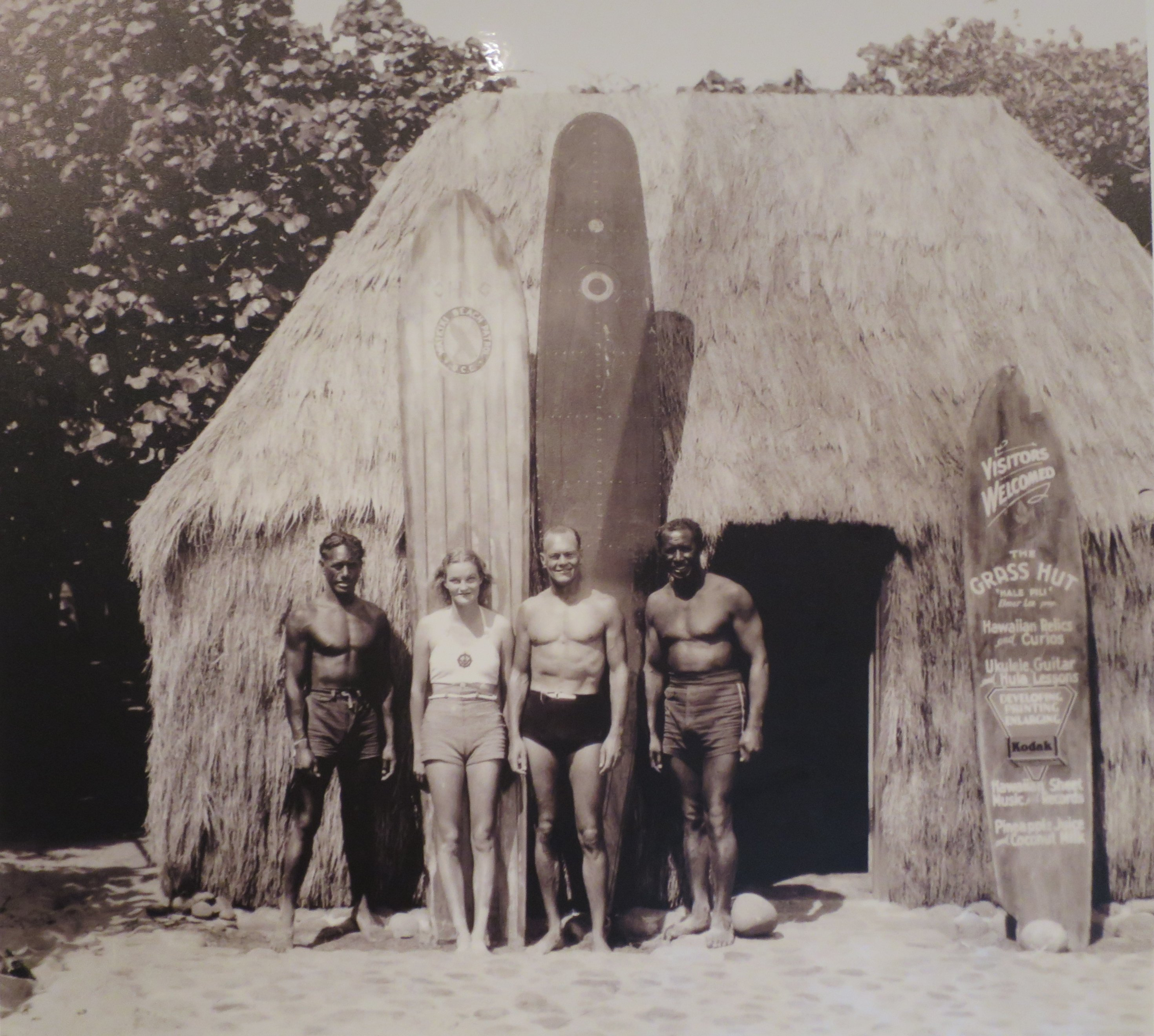
Слева направо: Дюк Каханамоку, Дорис Дьюк и Джеймс Кромвель на Гавайях

Живя на Гавайях, Дьюк стала первой негавайской женщиной, которая занялась серфингом под руководством олимпийского чемпиона по плаванию Дюка Каханамоку и его братьев. Любительница животных, в частности своих собак и домашних верблюдов, в более поздние годы Дорис стала сторонником создания заповедников дикой природы. А её интерес к садоводству привёл к дружбе с лауреатом Пулитцеровской премии — писателем и ученым-фермером Луи Бромфилдом, который руководил фермой Малабар (Malabar Farm) в своём загородном поместье в Лукасе, штат Огайо. В настоящее время его ферма является частью государственного парка Малабар, что стало возможным благодаря пожертвованию Дорис Дьюк, которая помогла приобрести эту недвижимость после смерти Бромфилда. Участок леса на территории парка носит её имя.

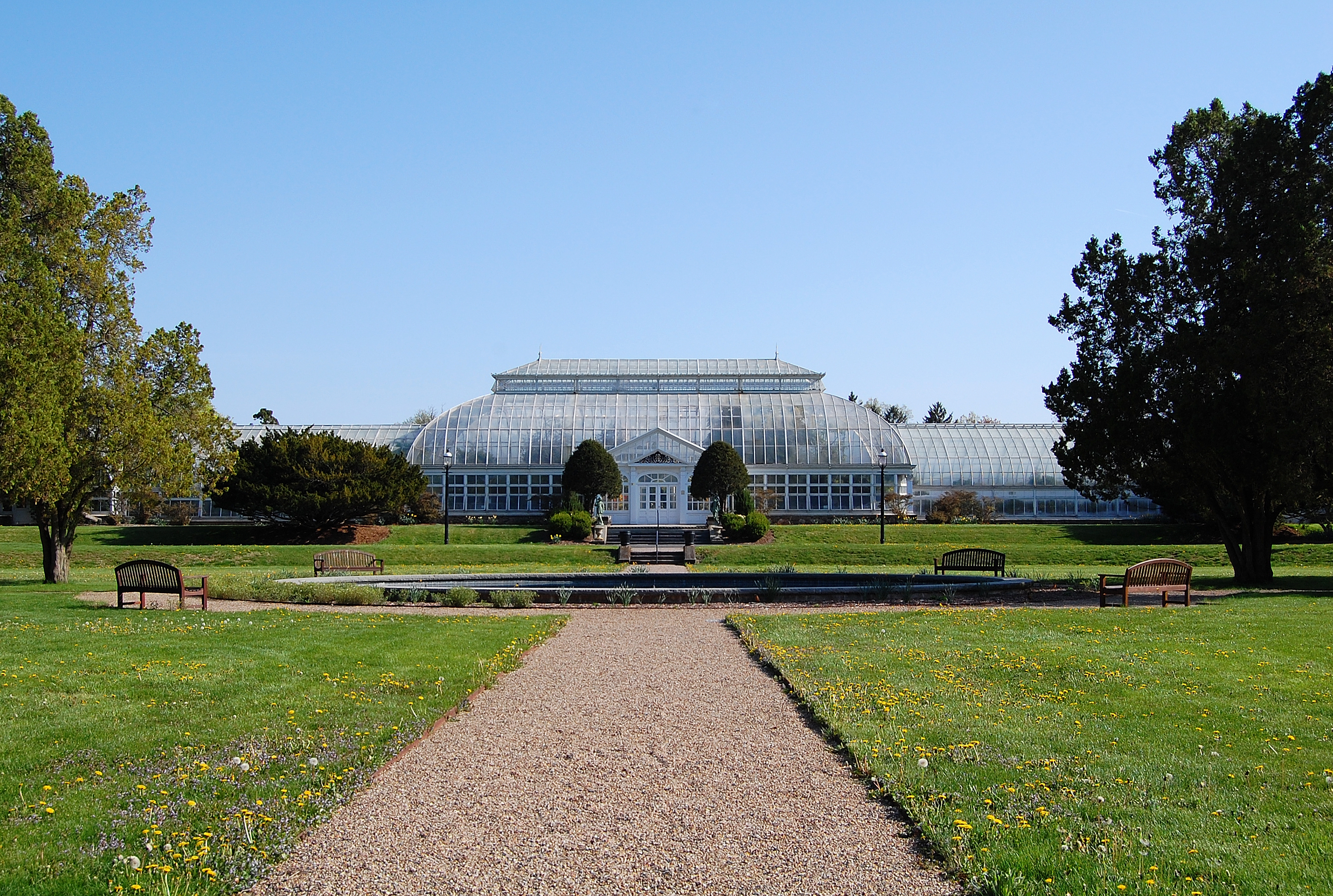
Сады Дорис Дьюк

В возрасте 46 лет Дорис начала создавать Сады Дьюка — экзотический публичный парк, в честь своего отца Дьюка Джеймса Бьюкенена. Она создала теплицы в зимнем саду, спроектированном американским архитектором Горацием Трумбауэром, в своем поместье Duke Farms в Нью-Джерси. Каждый из одиннадцати взаимосвязанных садовых участков был вдохновлён Лонгвудскими садами семейства Дюпонов. Дьюк разработала архитектурные, художественные и ботанические элементы садовых экспозиций, основываясь на наблюдениях во время своих обширных путешествий по миру.
Также Дорис Дьюк была собирательницей произведений искусства, в её обширной коллекции в основном было представлено исламское искусство и искусства Юго-Восточной Азии. В 2014 году шестьдесят предметов из её коллекции (керамика, текстиль, картины, изразцовые панели) были выставлены в Художественном музее Мичиганского университета на выставке «Doris Duke’s Shangri La: Architecture, Landscape, and Islamic Art», организованный Фондом исламского искусства Дорис Дьюк (Doris Duke Foundation for Islamic Art). Постоянно эта коллекция выставлена на всеобщее обозрение в её бывшем доме недалеко от Гонолулу, Гавайи, ныне это музей Shangri La.

### Недвижимость
Дорис Дьюк была владелицей многих домов и поместий. Её основным, официальным местом жительства было поместье её отца Duke Farms площадью 2700 акров (11 км²) в местечке Hillsborough Township, штат Нью-Джерси. Именно здесь она создала Сады Дьюка — открытую ботаническую территорию площадью (5,6 км²), которая была одной из крупнейших в Америке.
Резиденцией, где Дорис проводила летние выходные, работая над своими проектами Фонда реставрации Ньюпорта, был особняк Раф-Пойнт в стиле английского поместья с 49 комнатами. Зимы она проводила в поместье, которое построила в 1930-х годах и назвала «Shangri La» в Гонолулу, а также в поместье Falcon Lair в Беверли-Хиллз, Калифорния, которым когда-то владел американский актёр Рудольф Валентино. Дорис Дьюк содержала две квартиры на Манхэттене: пентхаус с девятью комнатами и большой верандой на Парк-авеню, 475, который позже принадлежал журналистке Синди Адамс; квартира недалеко от Таймс-сквер, которую она использовала исключительно в качестве офиса для управления своими финансовыми делами.
У Дорис был собственный самолёт Boeing 737 чтобы путешествовать между домами и собирать предметы искусства и растения. Интерьер самолёта был специально отделан, в нём имелась спальня, оформленная так, чтобы она напоминала спальню в настоящем доме.

## Личная жизнь
Дорис Дьюк была дважды замужем. Первый раз, в 1935 году — на Джеймсе Кромвеле. Кромвель, сторонник Нового курса Рузвельта, как и Дорис, использовал свое состояние для финансирования собственной политической карьеры. В 1940 году он несколько месяцев служил послом США в Канаде и безуспешно баллотировался в Сенат США. У пары была дочь Арден, которая родилась преждевременно 11 июля 1940 года в Гонолулу и умерла на следующий день. Они развелись в 1943 году.
1 сентября 1947 года, находясь в Париже, Дорис стала третьей женой Порфирио Рубиросы, дипломата из Доминиканской Республики. Этот брак быстро распался в октябре 1948 года.
В прессе сообщалось, что у Дорис Дьюк было множество романов, в том числе с Дюком Каханамоку, голливудским актёром Эрролом Флинном, британским асом и политиком Алеком Каннингем-Рейдом, генералом Джорджем Паттоном, джазовым пианистом Джо Кастро и Луи Бромфилдом.
В 1988 году она удочерила на Гавайях 32-летнюю Чанди Хеффнер (Chandi Heffner).
В 1992 году, в возрасте 79 лет, Дорис Дьюк сделала подтяжку лица. Операция далась ей трудно; находясь под сильным воздействием лекарств, она пыталась ходить самостоятельно и упала, сломав ногу. В январе 1993 года ей сделали операцию по замене коленного сустава; находилась в больнице со 2 февраля по 15 апреля. В июле этого же года ей сделали вторую операцию на колене.
Через день после возвращения домой после второй операции у неё случился тяжелый инсульт. Дорис Дьюк умерла в своем доме Falcon Lair в Беверли-Хиллз 28 октября 1993 года. По словам коронера, причиной стал прогрессирующий отёк лёгких, приведший к остановке сердца. Была похоронена в часовне Дьюков на территории кампуса Дьюкского университета в городе Дарем, Северная Каролина.
Дорис оставила большое завещание, её душеприказчиком был Бернард Лафферти.

## Киновоплощения
Дорис Дьюк является основным или второстепенным персонажем нескольких художественных фильмов и сериалов. В роли Дорис снимались актрисы Лорен Бэколл, Сьюзан Сарандон и Катарина Час (в мексиканском сериале, посвящённом жизни Порфирио Рубиросы).